# 华北紫丁香叉丝壳
华北紫丁香叉丝壳（学名：Microsphaera syringae-japonicae）是属于白粉菌目白粉菌科叉丝壳属的一种真菌，寄生在丁香属植物上。该种分布于中国、日本。